# Clásica de San Sebastián 1995
La 15º edición de la Clásica de San Sebastián se disputó el 12 de agosto de 1995, por un circuito por Guipúzcoa con inicio y final en San Sebastián, sobre un trazado de 230 kilómetros. La prueba perteneció a la Copa del Mundo
El ganador de la carrera fue el estadounidense Lance Armstrong (Motorola), que con unos segundos de ventaja sobre un grupo de hombre en la llegada a San Sebastián. El italiano Stefano Della Santa y el belga Johan Museeuw (ambos de Mapei-GB) fueron segundo y tercero respectivamente.

## Clasificación final
| Posición | Ciclista            | Equipo        | Tiempo   |
| -------- | ------------------- | ------------- | -------- |
| 1        | Lance Armstrong     | Motorola      | 5h31'17" |
| 2        | Stefano Della Santa | Mapei-GB      | a 2"     |
| 3        | Johan Museeuw       | Mapei-GB      | a 27"    |
| 4        | Laurent Jalabert    | ONCE          | s.t.     |
| 5        | Gianni Bugno        | MG Maglificio | s.t.     |
| 6        | Leonardo Piepoli    | Refin         | a 30"    |
| 7        | Maximilian Sciandri | MG Maglificio | a 1'50"  |
| 8        | Frank Vandenbroucke | Mapei-GB      | s.t.     |
| 9        | Miguel Induráin     | Banesto       | s.t.     |
| 10       | Bruno Cenghialta    | Gewiss        | s.t.     |